# Ключи (Топчихинский район)
Ключи — посёлок в Топчихинском районе Алтайского края. Административный центр и единственный населённый пункт Ключевского сельсовета.

## История
Основан в 1924 г. В 1928 году посёлок Ключ состоял из 43 хозяйств, основное население — украинцы. В административном отношении входил в состав Хабаровского сельсовета Чистюньского района Барнаульского округа Сибирского края. С 1932 по 1953 гг. на территории посёлка располагались Чистюньский лагерный пункт Сиблага НКВД, а также 3 и 4 лагерные отделения.

## Население
| 1926 | 1997 | 1998 | 1999 | 2000 | 2001 |
| ---- | ---- | ---- | ---- | ---- | ---- |
| 211  | ↗969 | ↘964 | ↗980 | ↘955 | ↘894 |
| 2002 | 2003 | 2004 | 2005 | 2006 | 2007 |
| ↘866 | ↘844 | ↘796 | ↗825 | ↘821 | ↘807 |
| 2008 | 2009 | 2010 | 2011 | 2012 | 2013 |
| ↘790 | ↘740 | ↘624 | ↘622 | ↘598 | ↘572 |
| 2014 | 2015 | 2016 | 2017 | 2018 | 2019 |
| ↘535 | ↘529 | ↘495 | ↘494 | ↘480 | →480 |
| 2020 | 2021 |      |      |      |      |
| ↘444 | ↘425 |      |      |      |      |

Национальный состав
Согласно результатам переписи 2002 года, в национальной структуре населения русские составляли 92 %.